# Atractotomus nigripennis
Atractotomus nigripennis är en insektsart som först beskrevs av Schuh och Schwartz 1985.  Atractotomus nigripennis ingår i släktet Atractotomus och familjen ängsskinnbaggar. Inga underarter finns listade i Catalogue of Life.